# Caloptilia canadensisella
Caloptilia canadensisella là một loài bướm đêm thuộc họ Gracillariidae. Nó được tìm thấy ở Canada (Nova Scotia và Québec).
Ấu trùng ăn Cornus canadensis. Chúng ăn lá nơi chúng làm tổ.